# AKK-Konflikt

Landeshauptstadt Mainz, Rheinland-Pfalz
Landeshauptstadt Wiesbaden, Hessen

Als AKK-Konflikt bezeichnet man einen langjährigen Streit zwischen den beiden Landeshauptstädten Mainz und Wiesbaden um die rechtsrheinisch gelegenen ehemaligen Mainzer Stadtteile Amöneburg, Kastel und Kostheim. Diese rechtsrheinischen Stadtteile von Mainz gehörten seit 1816 zur Provinz Rheinhessen mit der Provinzhauptstadt Mainz. Nach dem Zweiten Weltkrieg befanden sie sich in der amerikanischen Besatzungszone, während Mainz in der französischen Besatzungszone lag, da der Rhein eine natürliche Grenze darstellte, welche maßgeblich für die Grenzziehung durch die alliierten Siegermächte war. 
Als Folge dieser Umstände wurden die AKK-Stadtteile 1945 verwaltungstechnisch der Stadt Wiesbaden zugeschlagen, was viele Bürger und Kommunalpolitiker nicht akzeptieren wollten. Als Folge der Zuordnung gehören die AKK-Stadtteile seit der Gründung der Bundesländer im Jahr 1946 zu Hessen, während Mainz zu Rheinland-Pfalz gehört. Die drei Stadtteile spielen bis heute eine Sonderrolle, was sich unter anderem darin zeigt, dass ihre Ortsschilder die Aufschrift „Landeshauptstadt Wiesbaden – Stadtteil Mainz-Kastel“, „– Stadtteil Mainz-Amöneburg“ und „– Stadtteil Mainz-Kostheim“ tragen.

## Historischer Hintergrund

Ortseingangsschild bis 2006
Heute

Die gemeinsame Verwaltung von Mainz und den rechtsrheinischen Ortschaften begann 1816 mit der Schaffung der Provinz Rheinhessen, die zum Großherzogtum Hessen gehörte. Die Festlegung der Besatzungszonengrenzen war bereits 1944/1945 in London erfolgt. Diesen Festlegungen entsprechend lag die Mainzer Kernstadt in der französischen Zone, die sechs rechtsrheinischen Mainzer Stadtteile ebenso wie Wiesbaden in der amerikanischen Zone. Als Folge wurden im Sommer 1945 die rechtsrheinischen Stadtteile von Mainz abgetrennt. Von diesen sechs Stadtteilen lagen drei (Bischofsheim, Ginsheim und Gustavsburg) südlich des Mains, die anderen drei Stadtteile Amöneburg, Kastel und Kostheim (AKK-Stadtteile) nördlich des Mains. Die nordmainischen Stadtteile wurden von der amerikanischen Besatzungsmacht nach Wiesbaden eingemeindet.  Die Proklamation Nr. 2 der amerikanischen Militärregierung vom 19. September 1945, die das Land Groß-Hessen (heutiges Land Hessen) schuf, zementierte den Status quo.  Eine „treuhänderische Verwaltung“ der Stadt Wiesbaden gab es nicht, allerdings wurde diese von Mainzer Seite mehrfach gefordert und von rechtsrheinischen Stellen in Verkennung der Rechtslage vereinzelt bestätigt.
Die südmainischen Stadtteile wurden als jetzt eigenständige Gemeinden Bischofsheim und Ginsheim-Gustavsburg dem Landkreis Groß-Gerau zugeschlagen. Aufgrund der anderen historischen Gegebenheiten hat dieser Mainzer Gebietsverlust keine vergleichbaren Reaktionen hervorgerufen. Denn anders als bei den AKK-Gemeinden handelt es sich bei diesen um Gebiete, die bis zum napoleonischen Zeitalter der überwiegend evangelischen Landgrafschaft Hessen-Darmstadt angehörten und nicht dem römisch-katholischen Kurfürstentum Mainz.
Besonders Amöneburg wies eine industrielle Struktur mit entsprechend hohem Steueraufkommen auf, so dass es in den vergangenen Jahrzehnten immer wieder zu parlamentarischen Anfragen, verfassungsrechtlichen Gutachten und intensiven politischen Diskussionen auf lokal- und landespolitischer Ebene kam. Durch die Erschließung des Gewerbegebietes Petersweg in Kastel seit Ende der 1980er ist auch dort das Gewerbesteueraufkommen signifikant gestiegen, was im Kontext der Diskussion um den Grundbesitz und die notwendigen Umlegungen wiederholt für politischen Streit sorgte.

## Ausprägung
Die geschichtliche Entwicklung führte dazu, dass die heutigen Wiesbadener Stadtbezirke noch immer Mainz- in ihrem Stadtteilnamen führen. Diesen Namenszusatz erhielten sie bei ihrer Eingemeindung nach Mainz. Gemäß einer Vereinbarung der Mainzer und Wiesbadener Oberbürgermeister im Vierzehn-Punkte-Papier vom 8. September 1945 blieb die amtliche Bezeichnung Mainz- nach der Abtrennung erhalten. Im Haushalt der Stadt Wiesbaden wird der Haushalt der Stadtbezirke Amöneburg, Kastel und Kostheim bis heute gesondert geführt. Am auffälligsten ist die Situation im Bereich des Grundbesitzes, da Wiesbaden seinerzeit zwar deren Verwaltung übernahm, öffentliche Straßen, Plätze und Grundstücke in den Gemarkungen jedoch im Besitz der Stadt Mainz verblieben. Auch wenn mittlerweile in vielen Bereichen diesbezüglich eine Bereinigung stattgefunden hat, birgt diese Situation auch heute noch erhebliches Konfliktpotenzial.
Wasser beziehen AKK von der Mainzer Netze GmbH, einer Tochter der Stadtwerke Mainz. In den Bereichen Strom und Gas war dies bis zur Aufhebung der Gebietsmonopole und der Liberalisierung des Marktes ebenso. Die Netze für Wasser, Strom und Gas im gesamten AKK-Gebiet werden weiterhin von der Mainzer Netze GmbH betrieben.
Vergleichbar ist die Situation bei der Post und der Telekom: Amöneburg wird mit der Postleitzahl 65203 über das – in Kastel ansässige – Wiesbadener Briefzentrum 65 versorgt, welches deshalb extra die eigene Postleitzahl 65212 verwendet, während Kastel (55252) und Kostheim (55246) von Mainz (Briefzentrum 55 in Mainz-Hechtsheim) aus bedient werden. Kastel und Kostheim (wie auch Gustavsburg) benutzen die Telefon-Vorwahl 06134 (Mainz hat die 06131), Amöneburg hat die Wiesbadener Vorwahl 0611.
Alle drei Stadtteile werden im Busverkehr von der Mainzer Verkehrsgesellschaft (MVG) bedient, sowohl durch Gemeinschaftslinien mit der ESWE Verkehrsgesellschaft (siehe auch Linien 6, 9, 28, 33 und N7 in Nahverkehr in Wiesbaden) als auch durch die MVG-Linien 54, 55, 56, 57, 58, 91 und 99 sowie der Gemeinschaftslinie 68 (MVG und ORN GmbH).
Die Chemische Fabrik Kalle befindet sich auf Biebricher Gebiet; nur durch eine Werkstraße getrennt wurden die Chemischen Werke Albert in Amöneburg angesiedelt. Bei Kalle galt stets die hessische Feiertagsordnung, bei Albert dagegen die von Rheinland-Pfalz, obwohl beide im Industriepark Kalle-Albert (vorm. Hoechst AG Werk Kalle-Albert) zusammengeschlossen sind.

## Bürgerbefragungen
Nach einer im Sommer 1984 durchgeführten Meinungsumfrage „auf wissenschaftlicher Basis“ sprach sich eine „überwältigende Mehrheit“ der befragten Bürger für eine Rückgliederung nach Mainz aus. Vor diesem Hintergrund gab der Oberbürgermeisterkandidat der Wiesbadener SPD Achim Exner vor der Kommunalwahl 1985 das Wahlversprechen, in Amöneburg, Kastel und Kostheim eine Befragung über die gewünschte Zugehörigkeit durchzuführen; die Wiesbadener SPD verhehlte jedoch nicht, dass sie aus finanziellen Gründen „AKK“ nicht an Mainz rückgliedern wollte. Die SPD gewann die Wahl, Exner wurde Oberbürgermeister. Vor der Befragung verwies Exner darauf, dass diese für ihn lediglich den „Charakter einer Meinungsumfrage“ habe.
Vom 9. bis 14. Juni 1986 wurde die Befragung in den drei AKK-Vororten durchgeführt. Stimmberechtigt waren 17.576 Bürger, von denen 12.145 Bürger ihre Fragebögen zurückgaben, damit lag die Wahlbeteiligung bei rd. 69,1 %.
Bei 919 ungültigen Stimmen sprachen sich aus
- für eine Rückgliederung nach Mainz: 6902 Stimmen (rd. 61,2 %);
- für einen Verbleib bei Wiesbaden: 3691 Stimmen (rd. 32,7 %);
- für eine Eigenständigkeit: 683 Stimmen (rd. 6 %).

Trotz der Mehrheit der abgegebenen Stimmen für eine Rückgliederung an Mainz blieb Unklarheit über den Bürgerwillen, da die nicht abgegebenen Stimmen – entsprechend einer protokollierten Vereinbarung zwischen Wiesbaden und Mainz über Stimmenthaltungen  – als Votum für ein Verbleiben bei Wiesbaden gewertet wurden. Da die Befragung ausdrücklich kein formales Bürgerbegehren war, blieb die Abstimmung ohne juristische Folgen.
Parallel zu den Vorbereitungen der Bürgerbefragungen stellten Mainzer Bundestagsabgeordnete aller im Bundestag vertretenen Parteien am 15. November 1985 den Antrag, den Artikel 29 Abs. 7 im Grundgesetz dahingehend zu novellieren, dass er auch Gebiete mit bis zu 30.000 (statt bisher 10.000) Einwohnern betreffen sollte. Auf diese Weise wäre eine auf das AKK-Gebiet beschränkte Volksabstimmung (statt einer gemäß Artikel 29 Abs. 3 erforderlichen im Gesamtgebiet beider betroffenen Bundesländer, die in Hessen zu gewinnen für aussichtslos erachtet wurde) über den Wechsel der Landeszugehörigkeit von Hessen nach Rheinland-Pfalz und damit eine Grundlage für die Rückgliederung nach Mainz ermöglicht worden. Der Antrag wurde nach Beschlussempfehlung des Rechtsausschusses vom 11. November 1986 abschließend in zweiter und dritter Beratung vor dem Bundestag am 13. November 1986 – auch unter Hinweis auf die Bürgerbefragung vom 9. bis 14. Juni 1986 – verhandelt. Trotz einer Empfehlung des Rechts- und Innenausschusses wurde die nötige Zwei-Drittel-Mehrheit für eine Grundgesetznovelle im Bundestag nicht erreicht, da die SPD mehrheitlich dagegen stimmte. Mit der Verfassungsänderung von 1994 ist die Einwohnergrenze auf 50.000 erhöht worden. Eine Rückgliederung der AKK-Stadtteile wäre seitdem auch – ohne eine Zustimmung durch Volksabstimmung in beiden Bundesländern – durch Staatsvertrag zwischen Hessen und Rheinland-Pfalz oder durch Bundesgesetz möglich; von hessischer Seite wurde jedoch stets Ablehnung signalisiert.
Im Jahr 2006 wurde mit 501 Befragten eine – nach Angaben der Verfasser repräsentative – Umfrage durchgeführt, die eine Mehrheit für die Rückgliederung nach Mainz ergab. Allerdings wurde auch hier deutlich, dass die Amöneburger wie bereits 1986 mehrheitlich gegen eine Änderung der gegenwärtigen Gegebenheiten waren und bei Wiesbaden verbleiben wollten. Der Auftraggeber der Umfrage ist unbekannt, sie wurde vom Mainzer Marktforschungsinstitut „forum!“ durchgeführt.
Der Kölner Stadt-Anzeiger rezipierte den Status quo lakonisch im September 2009 unter dem Titel „Geteilte“ Stadt: Mainz bleibt Mainz – auch als Teil von Wiesbaden.

## Kontroverse um Gymnasiumszugang
Im März 2007 kam es erstmals zu der Situation, dass Schülern aus den AKK-Vororten die Aufnahme in weiterführende Mainzer Schulen verweigert wurde, da deren Kapazitäten erschöpft waren und das Land Rheinland-Pfalz eine entsprechende Entscheidung gefällt hatte. In den AKK-Vororten selbst gibt es kein Gymnasium. Im März 2008 verschärfte sich erstmals der Konflikt, da alle Anmeldungen von Schülern aus AKK an staatlichen Mainzer Gymnasien abgelehnt wurden, was zu teilweise erheblichem Unmut bei den betroffenen Eltern und deren Umfeld führte. Anlässlich einer Informationsveranstaltung für Eltern im Februar 2009, an der auch der Mainzer Schuldezernent teilnahm, wurde von diesem betont, dass die Eltern nicht mehr mit der Aufnahme von Kindern aus AKK in Mainz rechnen könnten. Dennoch wurden seit dem Jahr 2009 vereinzelt Kinder aus AKK im Rahmen freier Kapazitäten wieder an Mainzer Gymnasien aufgenommen, der Großteil der Anmeldungen allerdings weiterhin abgelehnt. Um diese Kinder zu den Schulen in Wiesbaden zu transportieren, wurden besondere Busverbindungen eingerichtet. Zum Schuljahr 2013/2014 wechselten 37 Schüler aus den AKK-Vororten in die 5. Klasse auf Gymnasien in Mainz, rund 60 Jahrgangsgenossen dagegen auf Wiesbadener Gymnasien. Als Konsequenz wurde eine Buslinie von Amöneburg über Kostheim und Kastel nach Erbenheim (und von dort weiter als reguläre Wiesbadener Linie 37) eingerichtet, damit Schüler aus den AKK-Orten die Schule in Bierstadt besser erreichen können, die im Januar 2016 mit sehr kurzfristiger Ankündigung „wegen geringer Inanspruchnahme“ wieder eingestellt wurde.

## Anekdoten
- Als der Mainzer Fußball-Bundesligaclub 1. FSV Mainz 05 im Jahr 2006 mit dem Gedanken spielte, ein neues Fußballstadion auf der rechten Rheinseite in Mainz-Kastel zu errichten, löste dies zunächst Proteste aus, bevor man sich wenig später damit beruhigte, dass Kastel ja eigentlich doch zu Mainz gehöre.
- Der 1. FSV Mainz 05 hat mehrere Fanclubs auf der rechten Rheinseite – diese nennen sich beispielsweise „Falsche Rheinseite“ oder „Hessliche 05er“.
- Ernst Neger besang in Heile, heile Gänsje die Situation folgendermaßen:

„Wenn ich mir so mei Meenz betracht, dann denk ich in mei’m Sinn: Mer hat’s mit Meenz genau gemacht wie mit der Stadt Berlin. Man hat’s zerstört, hat’s zweigeteilt. Und trotzdem hab ich Mut, zu glaawe, des des alles heilt. Aach des werd widder gut. Meenz und Berlin, Ihr seid so schön. Ihr könnt, Ihr derft net unnergeh’n … Heile, Heile, Gänsje …“

- US-Colonel Leroy Cowart bestätigte in einer Besprechung mit dem Wiesbadener Oberbürgermeister Georg Krücke, dass auf Anordnung der US-Armee die AKK-Stadtteile nach Wiesbaden eingemeindet wurden. Dabei soll er die Worte gebraucht haben: „Ich schenke dir diese drei Orte!“[30]